# Susanne Suhr
Susanne Suhr, geborene Pawel (* 11. November 1893 in Lissa bei Breslau; † 12. Januar 1989 in Berlin), war eine deutsche Politikerin (SPD).
Nach dem Besuch einer Höheren Töchterschule studierte Susanne Pawel ab 1917 an den Universitäten München und Leipzig Geschichte und Germanistik. 1921 legte sie das Examen als Bibliothekarin ab, im selben Jahr heiratete sie den späteren Regierenden Bürgermeister von Berlin Otto Suhr (1894–1957). 1922 trat sie in die SPD ein. Sie arbeitete bis zum Ende des Zweiten Weltkriegs als Schriftstellerin und Journalistin.

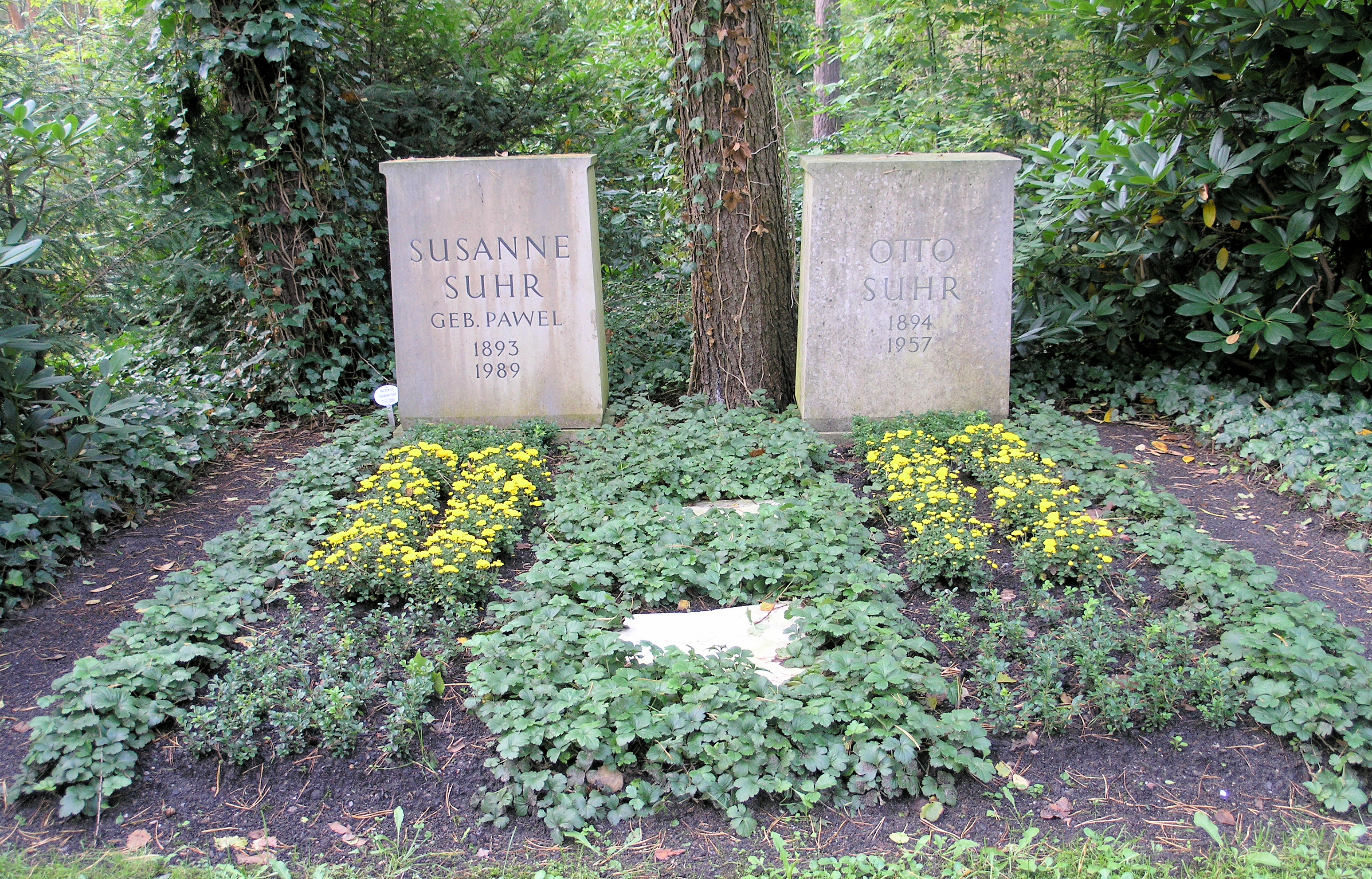
Grab des Ehepaars Suhr auf dem Waldfriedhof Zehlendorf

Von 1946 bis 1950 war Suhr Redakteurin beim Berliner Telegraf. Bei der Berliner Wahl 1948 wurde sie in die Bezirksverordnetenversammlung im Bezirk Wilmersdorf gewählt. Nach dem Tod ihres Ehemanns wurde sie bei der Wahl 1958 in das Abgeordnetenhaus von Berlin gewählt, dem Parlament gehörte sie bis 1963 an.